# Мостища
Мостища — деревня в Вологодском районе Вологодской области.
Входит в состав Подлесного сельского поселения, с точки зрения административно-территориального деления — в Подлесный сельсовет.
Расстояние по автодороге до районного центра Вологды — 18 км, до центра муниципального образования Огарково — 5 км. Ближайшие населённые пункты — Лисицыно, Харачево, Ельцыно, Бурлево, Бабиково, Волково, Козино.
По переписи 2002 года население — 3 человека.